# Marina di Marittima
Marina di Marittima è una località balneare della costa adriatica del Salento situata nel comune di Diso. Prende il nome dal paese che sorge nell'immediato entroterra, ovvero Marittima.

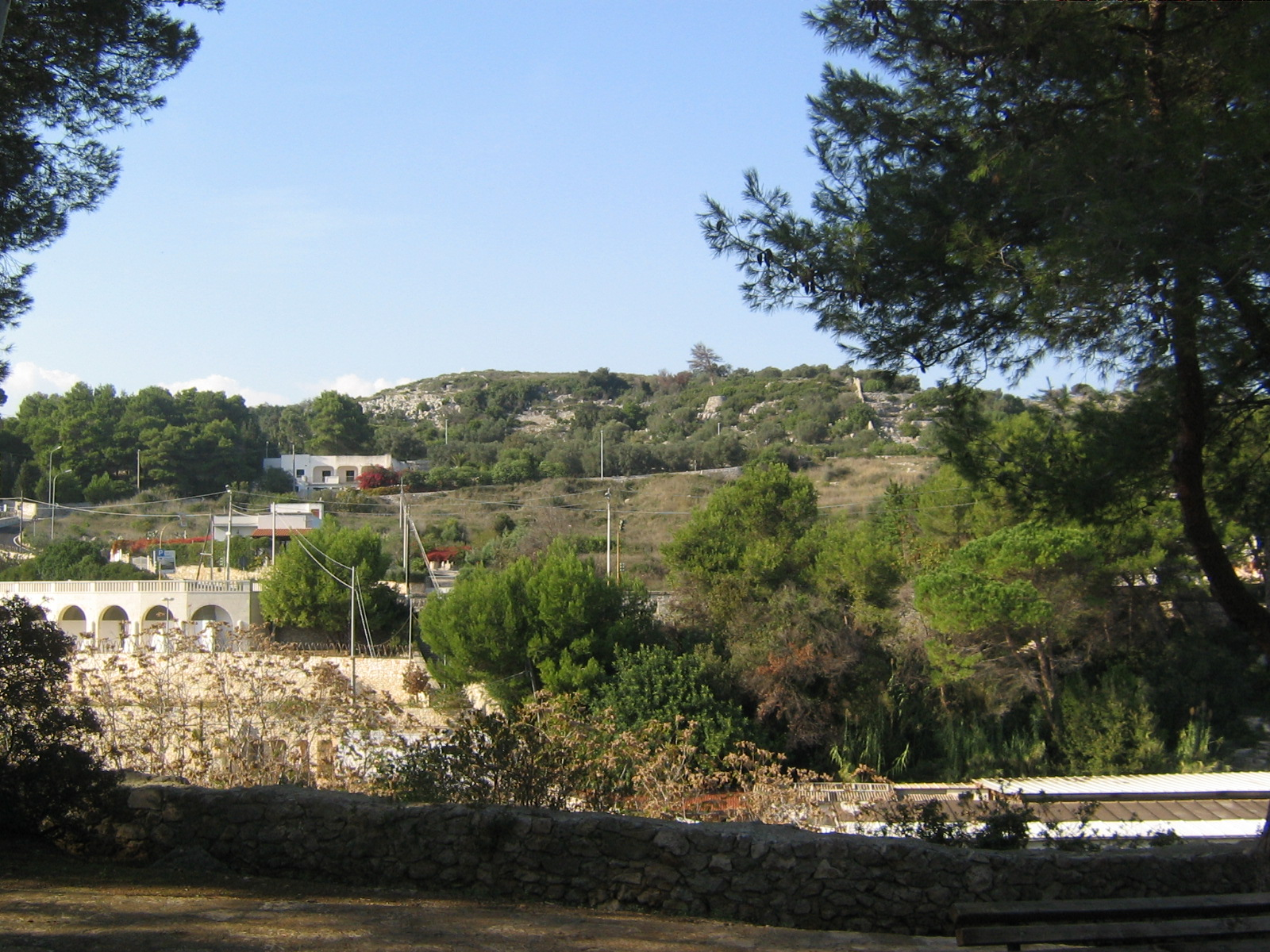
Collina alle spalle di Marina di Marittima

## Informazioni
In questa località si trova la caratteristica insenatura dell'Acquaviva, chiamata così per la presenza di numerose polle di acqua fresca sorgiva (dai 5 gradi celsius ai 15 gradi). Lo scenario che si ammira è pressoché selvaggio.
Oggi costituisce una piacevole spiaggetta molto frequentata per i bagni estivi, con servizi di ristorante, bar, parcheggi, docce.
Altre piccole insenature suggestive sono: l'Arenosa al confine con Marina di Andrano, Chianca Liscia zona balneare tutta liscia a causa dell'acqua, Porticelli e Bocca d'Inferno insenature nelle rocce che proseguono fino al mare
La località possiede una torre di vedetta del XVI secolo denominata Torre Capo Lupo.